# 生命の木 (漫画)
「生命の木」（せいめいのき）は、諸星大二郎による日本の漫画。処女連載シリーズである『妖怪ハンター』の一作。1976年に『週刊少年ジャンプ』（集英社）増刊8月号に掲載され、後に単行本化された際に他の作品と共に収録された。また2005年に、『生命の木』を原作とした映画『奇談』も公開された。

## あらすじ
「はなれ」と呼ばれる、東北地方某所の隠れキリシタンの集落には、「世界開始の科の御伝え」という聖書異伝が伝わっている。それによると、太古、人間は楽園で暮らしていたが、禁断の果実を食べたことで「でうす」の怒りを買い、楽園を追われたという。このうち「あだん」と「えわ」の夫婦は知恵の木の実を食べたが、もう一人の人物「じゅすへる」は生命の木の実を食べた。そのため、「じゅすへる」とその子孫は神と同様に不死となり、地上が人間で満たされることを憂いた「でうす」は「いんへるの」を開き、「じゅすへる」の一族をそこに引き入れ、「きりんと」が来たる日まで尽きぬ苦しみを味わう呪いをかけたのだという。
これに興味を持った主人公（“ぼく”）は、三日前に「はなれ」の住民が何者かに殺された事件をきっかけに、地元のカトリック教会の神父と共に「はなれ」を訪れようとしていた。神父の話では、この集落も江戸時代に切支丹弾圧の嵐を受けたが、不思議なことに一人の殉教者も出ていないとのことだった。
一同が集落に着くと、何故か人の気配がない。一人だけ残っていた老人・重太に尋ねると、「いんへるの、いっただ……」と答えるばかりで要領を得ない。不思議がる主人公と神父の前に、同じく事件の調査のために集落を訪れていた稗田礼二郎が現れる。
稗田が集落で見つけた「けるびん」の骨を恐れる重太を前にして、稗田は「世界開始の科の御伝え」と殺人事件を結びつけ、集落に残る伝承が現実になろうとしていると語る。実は、殺された善次という男は十字架上で磔にされていたのだ。そもそも神父こそが善次の死体の第一発見者だったのだが、カトリック教会に対する冒涜的な犯罪としてスキャンダルに結び付けられることを恐れた神父は密かに死体を十字架から降ろし、十字架も処分していた。
「はなれ」の人間がみな長命で、ほとんど葬式を出していないことから、「はなれ」に人の気配がないのは「時期」が来るとどこかに消えるからではないかと推測する稗田。その時、教会に運び込まれていた善次の死体が消えたという連絡が一同の下へ入り、それを聞いた重太は「三日目だ」と叫びながらいずこかへと走り去った。
重太に導かれるように村の奥の洞窟にたどりついた一行の前に、「三じゅわんさま」と呼ばれる奇妙な三人の男が現れる。要領を得ない彼らが「い、いんへるの」と震える指で指差す下では、数限りない、「じゅすへる」の子孫らが蠢いていた。
その時、重太が「ぜずさま!」と絶叫に近い声を上げる。そこに現れたのは、十字架にかけられ殺されたはずの善次だった。稗田は「いんへるの」を目の当たりにして確信した。一般に知られるキリスト教で語られるキリスト（救世主）は「あだん」すなわちアダムの子孫だけを救うものだ。だからこそ、地の底の「いんへるの」に落とされた「じゅすへる」の子孫を救うキリストが必要であると。キリストは三日後に復活すると説くが、神父は認められず善次に組みかかって跳ね飛ばされる。
善次は「いんへるの」で蠢く人々に「みんな　ぱらいそさ　いくだ!　おらといっしょに　ぱらいそさ　いくだ!!」と呼びかけると、三じゅわんと蠢く人々、重太を除く彼らを連れ、十字形の光の柱となって昇天したのだった。

## 台詞の改変
「じゅすへる」は知恵の木の実を食べていないため、善次や重太を含めたその子孫たちは程度の差はあれ知的障害を患っていると設定されている。この状況を表現するために使用されていた用語（「こいつら、まるで痴呆のようだ」など）のいくつかは現在ではマスメディアの自主規制対象となっているため、現在入手できる版では台詞の置き換えがなされており、初出時とは微妙に印象が異なるものとなっている。

## 用語解説
作中での一部特殊な用語は、執筆の参考とされた隠れキリシタンの書『天地始之事』によるものである。
- じゅすへる - （ルシファー、ポルトガル語: Lucifer）
- まさん - （林檎、ポルトガル語: maçã）
- ぽろへしゃす - （予言、ポルトガル語: profecia）
- ぐろうりや -（栄光、ポルトガル語: gloria）
- 三日目 - 日本では文字通り「3日後」と受け取られがちだが、古代ユダヤ（古代イスラエル）での1日とは「日没から次の日没まで」であり、イエスの磔刑は金曜（1日目）の午後、ユダヤ教の安息日である土曜（2日目）を挟んで、復活は日曜（3日目）の早朝のことである。

## 収録書籍
- 『妖怪ハンター』（1978年7月30日、ジャンプスーパーコミックス、集英社）
- 『海竜祭の夜 -妖怪ハンター-』（1988年7月、ジャンプスーパーエース、集英社）ISBN 978-4-420-13704-1
- 『諸星大二郎自選短編集I 汝、神になれ鬼になれ』（2001年1月、ヤングジャンプ愛蔵版、集英社）ISBN 978-4-087-82618-0
  - 文庫による同名タイトルの再刊（2004年11月、集英社文庫、集英社）ISBN 978-4-086-18233-1
- 『妖怪ハンター 地の巻』（2005年11月18日、集英社文庫、集英社）ISBN 978-4-086-18390-1